# Vương Hồng Nghiêu
Vương Hồng Nghiêu (sinh tháng 11 năm 1951) là Thượng tướng Quân Giải phóng Nhân dân Trung Quốc (PLA). Ông giữ chức Chính ủy Tổng cục Trang bị PLA từ năm 2011 đến năm 2016 và Chính ủy Bộ Phát triển Trang bị Quân ủy Trung ương, tiền thân là Tổng cục Trang bị PLA, từ năm 2016 đến năm 2017.

## Tiểu sử
Vương Hồng Nghiêu sinh tháng 11 năm 1951, người Tế Ninh, tỉnh Sơn Đông. Ông tốt nghiệp chuyên ngành chỉ huy chiến dịch tại Đại học Quốc phòng PLA.
Tháng 12 năm 1969, Vương Hồng Nghiêu nhập ngũ. Từ năm 1993, ông giữ chức Chủ nhiệm Chính trị Sư đoàn 199 Lục quân, Chính ủy Lữ đoàn rồi Phó Chính ủy Sư đoàn 199, Tập đoàn quân 67 Lục quân, Quân khu Tế Nam.
Năm 1996, ông được bổ nhiệm làm Chính ủy Sư đoàn 162, Tập đoàn quân 54 Lục quân, Quân khu Tế Nam. Tháng 4 năm 2000, ông được bổ nhiệm giữ chức Ủy viên Thường vụ Đảng ủy Tập đoàn quân, Chủ nhiệm Chính trị Tập đoàn quân 54 Lục quân. Tháng 12 năm 2003, ông được bổ nhiệm làm Bí thư Đảng ủy Tập đoàn quân, Chính ủy Tập đoàn quân 54 Lục quân. Tháng 12 năm 2007, ông được bổ nhiệm giữ chức Ủy viên Thường vụ Đảng ủy Quân khu, Chủ nhiệm Chính trị Quân khu Thẩm Dương. Tháng 7 năm 2010, ông được bổ nhiệm làm Ủy viên Thường vụ Đảng ủy Quân khu, Phó Chính ủy Quân khu Thẩm Dương.
Tháng 7 năm 2011, Vương Hồng Nghiêu được bổ nhiệm giữ chức Chính ủy Tổng cục Trang bị PLA, thay cho Trì Vạn Xuân giải ngũ. Ngày 14 tháng 11 năm 2012, tại phiên bế mạc của Đại hội Đảng Cộng sản Trung Quốc lần thứ XVIII, ông được bầu làm Ủy viên Ban Chấp hành Trung ương Đảng Cộng sản Trung Quốc khóa XVIII.
Ngày 11 tháng 1 năm 2016, Chủ tịch Quân ủy Trung ương Tập Cận Bình tuyên bố giải thể Bộ Tổng Tham mưu, Tổng cục Chính trị, Tổng cục Hậu cần và Tổng cục Trang bị của Quân Giải phóng Nhân dân Trung Quốc, để phân chia và sáp nhập vào các cơ quan của Quân ủy Trung ương. Vương Hồng Nghiêu được bổ nhiệm làm Chính ủy Bộ Phát triển Trang bị Quân ủy Trung ương.
Tháng 1 năm 2017, Chính ủy Không quân Chiến khu Nam bộ An Triệu Khánh thay Vương Hồng Nghiêu làm Chính ủy mới của Bộ Phát triển Trang bị Quân ủy Trung ương.
Ngày 19 tháng 3 năm 2018, Vương Hồng Nghiêu được bầu làm Phó Chủ nhiệm Ủy ban Bảo vệ Môi trường và Tài nguyên của Quốc hội khóa XIII nhiệm kỳ 2018-2023.
Ông là đại biểu Quốc hội khóa XI (2008-2013) và khóa XIII (2018-2023).

## Lịch sử thụ phong quân hàm
| Quân hàm |             |             | Thượng tướng |  |  |  |  |  |  |  |  |
| Cấp bậc  | Thiếu tướng | Trung tướng | Thượng tướng |  |  |  |  |  |  |  |  |
|          |             |             |              |  |  |  |  |  |  |  |  |